# Coatlicue
En la mitologia asteca, Coatlicue és una deessa, mare de Huitzilopochtli i altres divinitats (va quedar embarassada per una bola de plomes en un temple). El seu nom significa 'la que té una faldilla de serps'. Porta un braçalet fet d'òrgans humans perquè exigia molts sacrificis per honorar-la. És la creadora de la lluna i les estrelles, i patrona de les dones que tenen fills que moren abans de néixer. És el símbol de la mare possessiva que ofega la vida per ànsia.